# Alsópusztafa
Alsópusztafa (horvátul: Donji Pustakovec) falu Horvátországban, Muraköz megyében. Közigazgatásilag Murakirályhoz tartozik.

## Fekvése
Csáktornyától 12 km-re keletre, Perlaktól 4 km-re északra az A4-es autópálya közelében fekszik.

## Története
A települést 1478-ban "Pusztakovecz" említik először a csáktornyai uradalomhoz tartozó falvak felsorolásában. Hadrovics László szerint nevét a horvát "pusti" azaz puszta (száraz) melléknévből kapta a Stratka patak gyakran kiszáradó medrére utalva. Hunyadi Mátyás az uradalommal együtt Ernuszt János budai nagykereskedőnek és bankárnak adományozta, aki megkapta a horvát báni címet is. 1540-ben a csáktornyai Ernusztok kihalása után az uradalom rövid ideig a Keglevich családé, majd 1546-ban I. Ferdinánd király adományából a Zrínyieké lett. 1592-ben a Zrínyiek vámszedőhelyet létesítettek itt, a település ugyanis a forgalmas Letenye-Varasd út mentén feküdt, mely itt keresztezte a Kisszabadkáról Alsópálfára vezető utat. 
Miután Zrínyi Pétert 1671-ben felségárulás vádjával halálra ítélték és kivégezték minden birtokát elkobozták, így a birtok a kincstáré lett. 1768-ban az egész település Sélley László birtoka volt. Az 1786-os összeírás szerint a faluban 14 ház állt, melyben 17 család élt, közülük kettő volt nemes. Az összlakosság 128 fő volt, közülük 61 nő.
Vályi András szerint " PUSZTAKOVECZ. Alsó, és Felső Pusztakovecz. Két Horvát falu Szala Vármegyében. Alsónak földes Ura Selley; Felsőnek pedig Gróf Keglevics Uraságok; amaz fekszik Sz. Györgyhöz; ez pedig Csáktornyához nem meszsze, mellyeknek filiájik. Alsónak határja közép termékenységű; amannak pedig minden megkívántató javai vannak, első, és második osztálybéliek."
1828-ban Alsó-Pusztakovecz falunak 21 háza volt, 176 lakossal, akik mind katolikusok. 1857-ben 15 házában 188 lakos élt, három magyar kivételével mind horvátok. A falu a tüskeszentgyörgyi plébániához tartozott. A lakosság száma ezután folyamatosan nőtt, 1868-ban 191, 1880-ban 229, 1890-ben 255, 1900-ban 289 volt a számuk. 1900-ban 263 horvát és 26 magyar anyanyelvű lakos élt a településen, de a magyar nyelvet 87-en beszélték.
1910-ben 320, túlnyomórészt horvát lakosa volt. 1918-ban a Sélley család itteni birtokát a veszprémi ítélőtábla elnöke dr. Szabó Elek vásárolta meg, de az első világháború után elveszítette. A birtokot a földreform során felosztották. A falu  1920 előtt Zala vármegye Perlaki járásához tartozott, majd a délszláv állam része lett. 1925-ben 312, 1931-ben 324 lakosa volt a településnek. 1941 és 1945 között a falu ismét Magyarországhoz tartozott, majd visszakerült Jugoszláviához. Az elektromos áramot 1951-ben vezették be. 1953-ban 69 házban 345-en éltek itt. 2001-ben 341 lakosa volt.

## Nevezetességei
- Szűz Mária Királynő tiszteletére szentelt útikápolnája 1875-ben épült. Az 1970-es években a kápolnát forgalmi okokból az eredeti helyétől 30 méterre délebbre helyezték át. A kápolna három oldalról nyitott, szép mozaikkép díszíti, melyet Vladimir Meglić akadémiai festő készített.
- A Skapulárés Szűz Mária-oszlop 1906-ban készült. Az 1990-es években restaurálták.
- A falu Szűz Mária Királynő tiszteletére kápolnát épített, melyet 2004. augusztus 22-én szentelt fel Marko Culej varasdi püspök.

## Híres alsópusztafaiak
- Séllyey Elek (1788-1850), Zala vármegye alispánja.